# بارد (نیومکزیکو)
بارد (به انگلیسی: Bard) یک منطقهٔ مسکونی در ایالات متحده آمریکا است که در شهرستان کوئی، نیومکزیکو واقع شده‌است. بارد ۱٬۲۱۹٫۲۱ متر بالاتر از سطح دریا قرار دارد.